# Gh-link
Gh-link - это ганская межбанковская система коммутации и процессинга GhIPSS, которая соединяет финансовые учреждения и системы сторонних поставщиков платежных услуг, а также локальная экосистема электронных платежей, основанная на внутренней банкоматной карте с такими каналами, как ATM, POS и Web. Система эмитирует собственные банковские карты и предоставляет услуги электронных платежей, аналогичные MasterCard и Visa.

## Услуги
- Межбанковское переключение и обработка: Благодаря своему положению центрального коммутатора, соединяющего финансовые учреждения и третьи стороны, gh-link переключается, очищает все межбанковские транзакции и облегчает чистые расчеты в RTGS Банка Ганы
- Услуги платежного шлюза: gh-link предоставляет услуги веб-эквайринга местным онлайн-продавцам для внутренних банковских карт. Этот пакет поставляется с подключаемым модулем merchant для принудительной аутентификации 3D secure.
- Сервисы 3D Secure: gh-link предоставляет gh-secure - свою платформу 3D secure - для всех отечественных эмитентов карт в качестве второго уровня безопасности держателей карт при онлайн-платежах.
- Служба мгновенных межбанковских переводов – GhIPSS INSTANT PAY (GIP): GhIPSS Instant Pay (GIP) позволяет отправлять платежи через финансовые учреждения в электронном виде с одного банковского счета на другой в виде единого немедленного платежа; по таким каналам, как интернет-банкинг, мобильный, банкомат, POS или кассовая система.
- Услуги хостинга: Платформа хостинга gh-link имеет функцию нескольких учреждений, которая позволяет ей уникально и независимо размещать несколько финансовых учреждений в одной системе. gh-link hosting services предоставляет услуги эмиссии и эквайринга (управление терминалом - ATM / POS)
- Расчетные услуги: Помимо функции межбанковских расчетов для всех своих общих сервисов, GhIPSS также обеспечивает надежные и эффективные межбанковские расчеты по финансовым транзакциям, проводимым сторонними платежными схемами, такими как MNO mobile money, которые предполагают обмен платежами между финансовыми учреждениями-участниками своей схемы.

К системе подключены все банкоматы и POS-терминалы в Гане. В 2021 году в системе работало уже 17 банков.